# Rodrigo Sadurni
Rodrigo Sadurni (13 de febrero de 1991, México, D. F., México) es un exfutbolista mexicano que jugaba como delantero y su último equipo fue el Independiente de Campo Grande de la Segunda División de Paraguay.

## Clubes
| Club                          | País     | Año       |
| ----------------------------- | -------- | --------- |
| El Tanque Sisley              | Uruguay  | 2011-2012 |
| Independiente de Campo Grande | Paraguay | 2012-2014 |

- Datos: Q6110800